# John Karlsson (politiker)
John Otto Karlsson, född 31 maj 1855 i Råby, Dingtuna socken i Västmanland, död 26 juli 1929 i Västerås, var en svensk borgmästare och politiker (högerman).
John Karlsson blev 1878 extraordinarie notarie i Svea hovrätt, 1881 vice häradshövding och landskanslist i Västmanlands län och 1886 länsnotarie där. 
Karlsson var från 1899 borgmästare i Västerås stad. Han var ledamot av Sveriges riksdags första kammare 1909-1911 och från 1922, invald i Södermanlands och Västmanlands läns valkrets. Han var även ordförande i Västmanlands läns landsting.
Han tilldelades 1927 Illis Quorum.